# ČSD E 469.3030
Die ČSD E 469.3030 (ab 1988: 124.601) ist eine vierachsige elektrische Lokomotive der einstigen Tschechoslowakischen Staatsbahnen (ČSD), die 1971/72 von Škoda in Plzeň als Erprobungsträger für den Hochgeschwindigkeitsverkehr gefertigt worden war.

## Geschichte
Anfang der 1970er Jahre wurde vom Rat für gegenseitige Wirtschaftshilfe (RGW) beschlossen, eine elektrische Hochgeschwindigkeitslokomotive zu entwickeln, bzw. alternativ Fahrwerke zur Erfüllung dieses Einsatzspektrums. Der Entwicklungsauftrag wurde an Škoda in Plzeň vergeben. Das Werk entnahm der gerade gefertigten Baureihe E 469.3 (Werkstyp 57E1) die letztgefertigte Maschine und rüstete sie mit Drehgestellen der II. Generation und Fahrmotoren der SŽD-Baureihe ЧС2Т vom Typ 3AL 4846 eT aus, die über eine Dauerleistung von jeweils 618 kW verfügen. Weiterhin wurde eine andere Geschwindigkeitsmessanlage als in der Serie verbaut. Bis auf die Fensterschutzgitter blieb der Lokomotivkasten weitgehend unverändert.

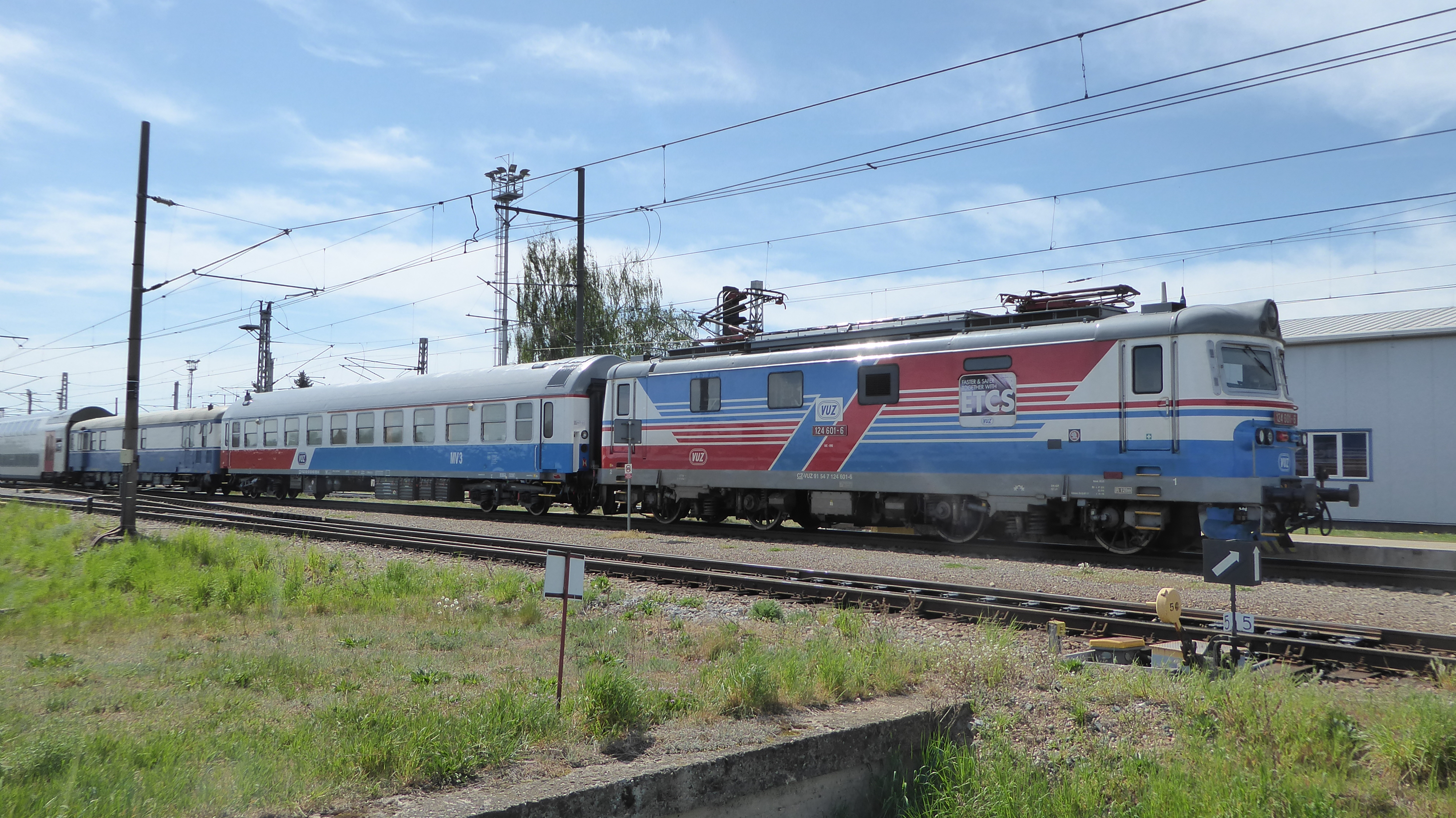
Die 124.601 mit dem ETCS-Messzug (2019)

Bei Versuchsfahrten im Prüfzentrum Velim erreichte die Lokomotive am 5. September 1972 eine Höchstgeschwindigkeit von 219 km/h. Im Jahr 1973 weilte die Lok für Testfahrten auf Breitspur in der Sowjetunion. Dort erreichte sie eine Höchstgeschwindigkeit von 224 km/h. Sie wurde damit zum Rekordhalter für tschechoslowakische Triebfahrzeuge und hielt den Rekord für Produkte von Škoda bis 2006.
Seit 1974 ist die Lokomotive im Test- und Prüfzentrum in Velim stationiert, welches heute als Zkušební centrum Výzkumného ústavu železničního (ZC VÚZ) firmiert. Die Lokomotive wurde im Jahr 2004 mit einer elektrisch gesteuerten Bremse DAKO BSE und dem Zugsicherungssystem ETCS Level 1 ausgerüstet.